# Famille Dióssy
La famille Dióssy de Tóthdiós (en hongrois : tóth-diósi Dióssy) est une ancienne famille de la noblesse hongroise.

## Origines
Famille originaire du comté de Nyitra, en haute-Hongrie, elle remonte au début du  XVIe siècle à Kristóf Dióssy, né en 1509, seigneur de Tóthdiós.
La famille reçoit par don royal de 1632 les villages de Gellénfalva, Alsóvárad et Dolina. Elle fut également propriétaire des fiefs de Ohaj et de celui de Kis-Lóth jusqu'en 1848.

## Membres notables
- János Dióssy (fl. 1563), général (csapat-vezér).
- István Dióssy (fl. 1570-1630), juge des nobles (szolgabíró) du comté de Nyitra.
- Abrahám Dióssy (fl. 1677), juge des nobles du comté de Hont.
- Gábor Dióssy (+ 1744), juge des nobles du comté de Nyitra.
- Adám Dióssy (1717-1797), alispán du comté de Nyitra et conseiller de la Cour (udvari tan.).
- Adám Dióssy (1719-1779), juge des nobles puis alispán de Nyitra et conseiller du roi.
- Dénes Dióssy, commandant dans la Honvéd lors de la révolution hongroise de 1848.
- Imre Dióssy (1866-1931), membre du parlement.

## Pour approfondir